# Karl Kutschera (Bildhauer)
Karl Kutschera (* 1. November 1886 in Graz; † unbekannt) war ein österreichischer Bildhauer.
Kutschera war 1912 bis 1920 ein Schüler von Georg Winkler in Graz. Er fertigte hauptsächlich Porträtbüsten aus Bronze, so etwa für das Opernhaus in Graz eine Büste des Schauspielers Alexander Girardi (1921).